# Distrikt Yanacancha (Pasco)
Der Distrikt Yanacancha liegt in der Provinz Pasco der Region Pasco in Zentral-Peru. Der Distrikt hat eine Fläche von 1026,87 km². Beim Zensus 2017 lebten 29.192 Einwohner im Distrikt. Im Jahr 1993 lag die Einwohnerzahl bei 24.400, im Jahr 2007 bei 29.596. Die Distriktverwaltung befindet sich in der 4350 m hoch gelegenen Stadt Yanacancha mit 25.029 Einwohnern (Stand 2017). Yanacancha bildet den nördlichen Teil des Ballungsraums der Provinzhauptstadt Cerro de Pasco.

## Geographische Lage
Der Distrikt Yanacancha liegt zentral in der Provinz Pasco. Er befindet sich im Andenhochland am Westrand der peruanischen Zentralkordillere. Die Längsausdehnung in Nord-Süd-Richtung beträgt knapp 27 km. Der Distrikt umfasst den westlichen Teil des Quellgebietes des Río Huallaga. Dieser durchfließt den Nordosten des Distrikts in nördlicher Richtung. 
Der Distrikt Yanacancha grenzt im Südwesten an die Distrikte Tinyahuarco, Chaupimarca und Simón Bolívar, im Nordosten an den Distrikt San Francisco de Asís de Yarusyacán, im Osten an den Distrikt Ticlacayán sowie im äußersten Südosten an den Distrikt Ninacaca.